# Fibrodisplazija ossificans progressiva
Fibrodisplazija ossificans progressiva ili skraćenica (FOP) je rijetka bolest okoštavanja mišića. Ljudima s ovom bolešću se jačim udarcem dio udarenog tkiva počinje pretvarati u kost bez zglobova što dovodi do nemogućnosti kretanja tog dijela tijela. Dosada još nije otkriven lijek za ovu bolest iako postoji mogućnost uklanjanja okoštenih dijelova operacijom, no takvo rješenje je kratkoročno zato što tijelo iznova počinje stvarati nove slojeve čvrstog tkiva. U svijetu od FOP-a boluje 300 - 600 ljudi koji svakodnevno moraju uzimati jake lijekove protiv bolova, a u prosjeku dožive oko 40 godina, a nekada i više ako im kosti ne zdrobe srce ili pluća. Oboljeli su više ranjivi od drugih ljudi i onemogućen im je normalan život kao i bavljenje športom, većinom hobija i općenito su vrlo ograničeni u životu.

## Vanjske poveznice
- International FOP Association